# Gaudenzio Comi
Gaudenzio Comi (* um 1749 in Civitavecchia; † um 1790) war ein italienischer Komponist der Vorklassik.

## Leben
Gaudenzio Comi gehörte zum Kreis der in Mailand wirkenden Sinfoniker. Er ließ sich 1784 in Paris nieder, wo er in Diensten des Prinzen Conti wirkte. Joseph Riepel erwähnte 1768 die Sinfonien Comis in seinem theoretischen Werk Unentbehrliche Anmerkungen zum Contrapunct.

## Werke (Auswahl)
- Six Sinfonies en huit parties op. 1 (Paris, 1786)
- Six Sinfonies en trio pour deux violons et basse op. 3
- Six Sonates, pour un basson seul ou un violoncelle avec accompagnement de basse, op. 4[3]
- Deux Sinfonies à grand orchestre op. 5
- 6 Sonaten für 2 Hörner und Bass